# Closewitz
Closewitz is een dorpje in de Duitse gemeente Jena, deelstaat Thüringen, en telt 144 inwoners (2006).
Hemelsbreed op circa 5, maar over de weg wel 7 kilometer ten noordwesten van de stad Jena, ietwat bezijden de hoofdwegen, liggen, op de punten van een gelijkzijdige driehoek, ruim één kilometer van elkaar, de drie dorpjes Lützeroda (noordwest), Closewitz (noordoost) en het wat grotere Cospeda op de zuidpunt. Hiertussen liggen landerijen, waar sedert 2006 regelmatig re-enactments van de Slag bij Jena, met bijbehorende festiviteiten, plaatsvinden.
De drie plaatsjes worden door een heuvelrug van Jena zelf gescheiden. Ten oosten van Closewitz ligt het dal van een zijbeek van de Saale. Bij dit Rautal ligt een groot veld, waar de winterakoniet in februari in grote aantallen bloeit. Het betreft hier planten van een voormalige kwekerij van dit voorjaarsgewas. In de omgeving van Closewitz, Lützeroda en Cospeda liggen nog verscheidene andere natuurgebieden, waaronder enige bossen.
Op 14 oktober 1806 begon bij Closewitz de Slag bij Jena. Hier werden Pruisische troepen verslagen door de Franse troepen van Napoleon, die daarna naar Vierzehnheiligen oprukten. Van 1939 tot 1991 bevond zich bij Closewitz een militair exercitieterrein, dat van plm. 1950 tot 1991 bij het Rode Leger van de Sovjet-Unie in gebruik was.

## Galerij

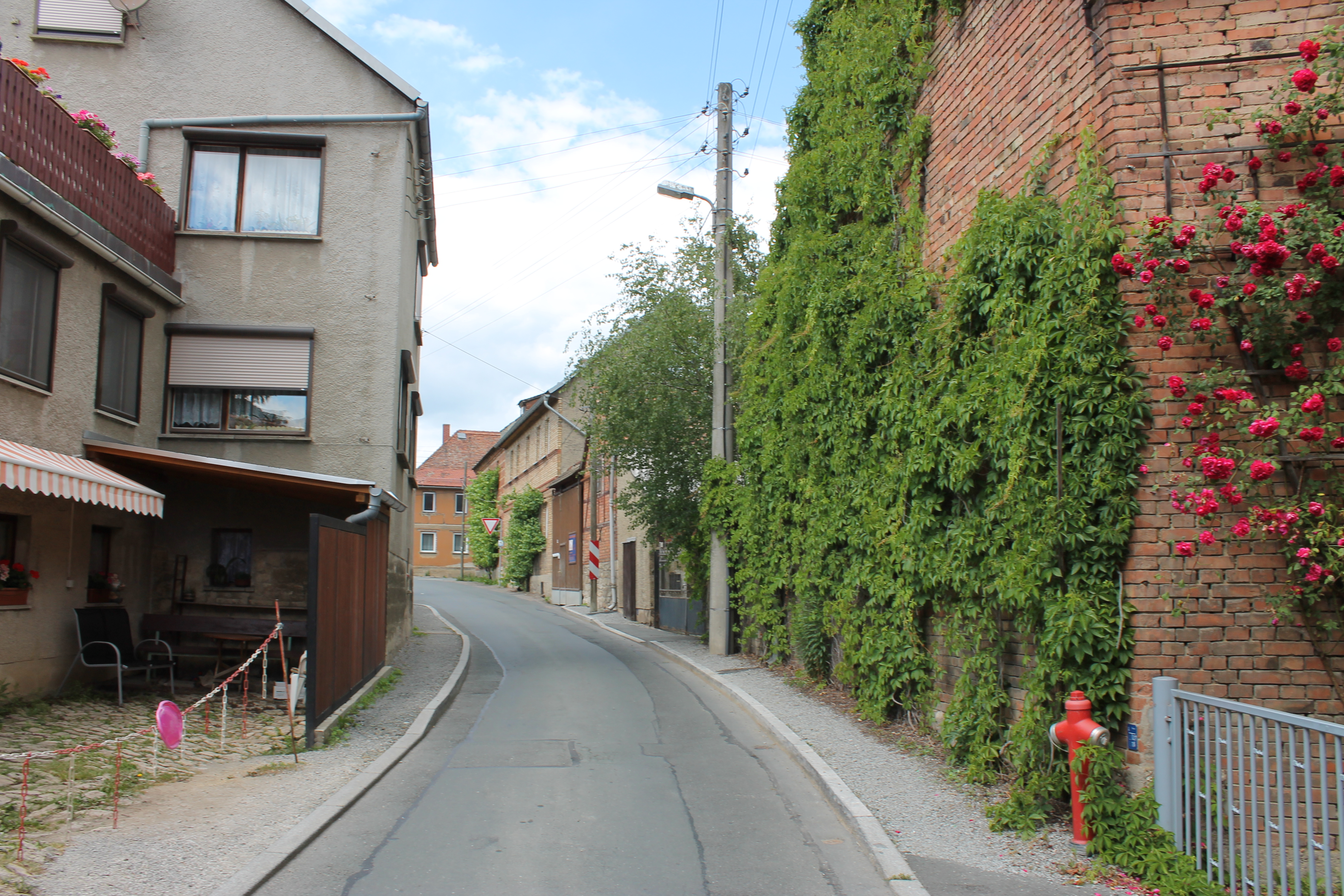
Straatje in Closewitz
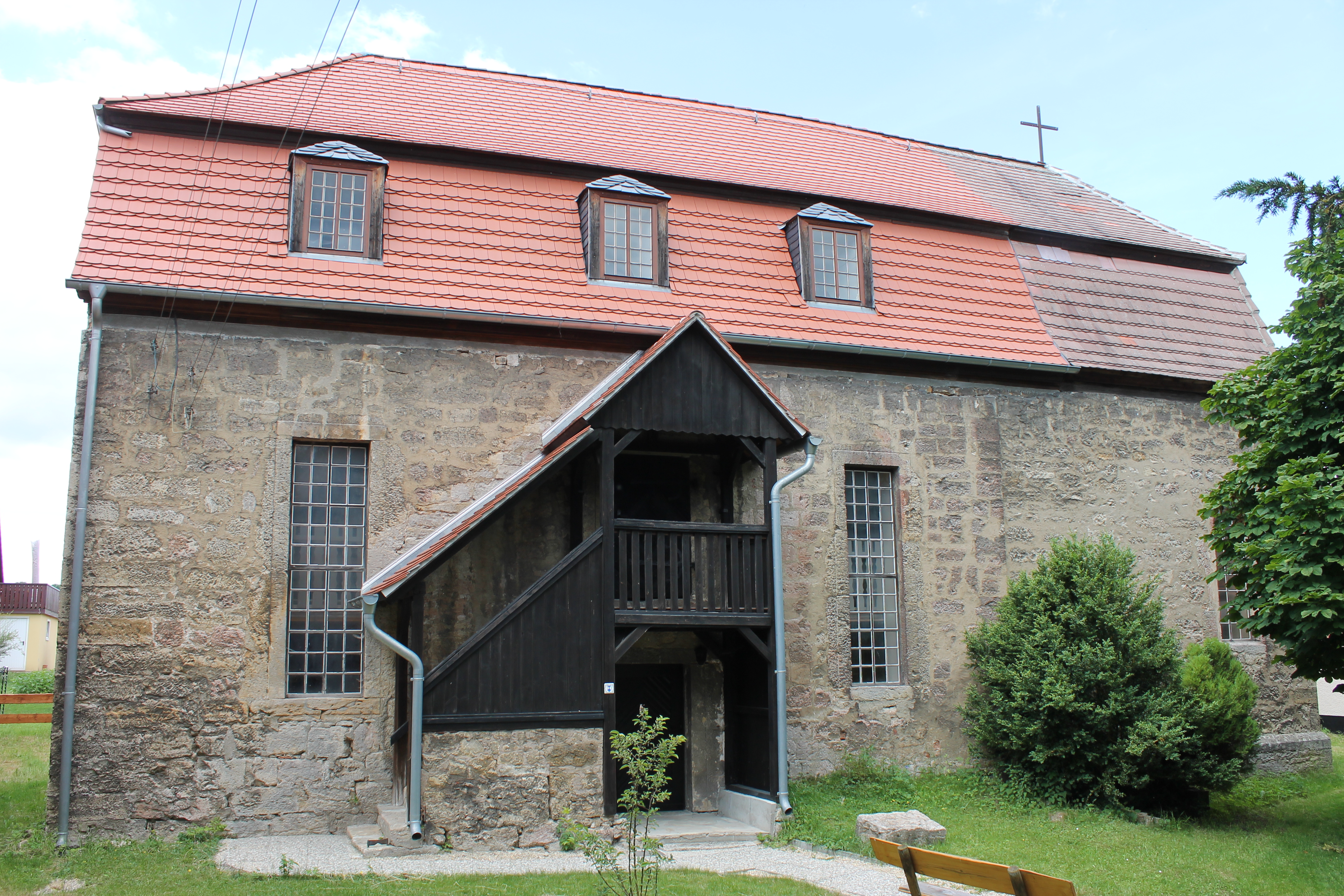
Dorpskerk (in 1820 na brand herbouwd)
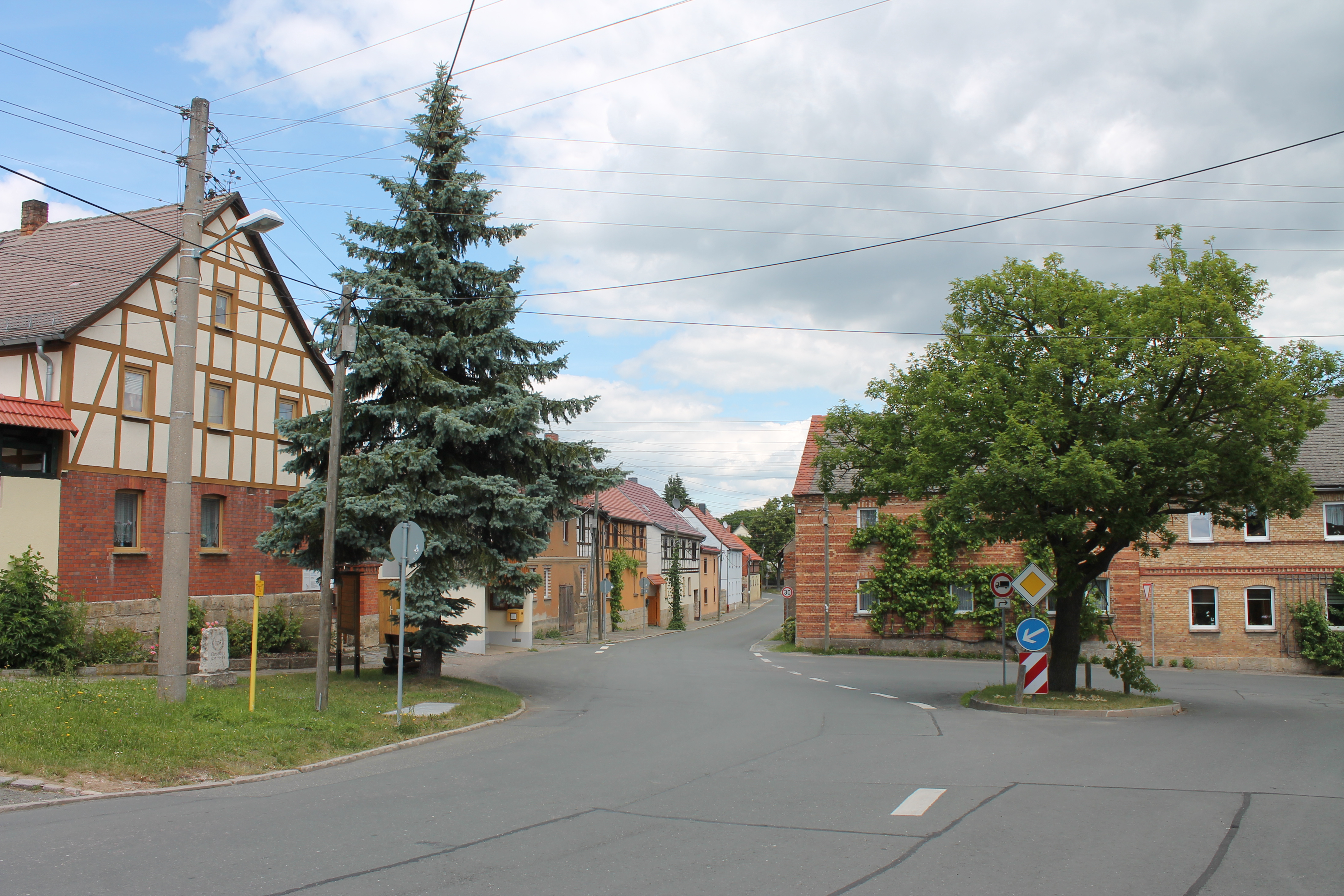
Centrum van Closewitz